# 蒋机
蔣機（1531年—？），字若衡，号日峰，江西南昌府丰城县人，民籍，明朝政治人物。进士出身。

## 生平
嘉靖三十七年（1558年）戊午科江西鄉試第八十三名，嘉靖四十一年（1562年）中式壬戌科會試第十八名，三甲第三十八名進士。蒋机曾于1563年接替楼如山任嘉定县知县一职，1565年由许公大接任。嘉靖四十四年（1565年）十一月行取，擢山东道试御史，隆庆初巡视京仓，请求增筑通州月城。又多次上书言事，不久巡按河南，修大梁书院，又巡按福建，因父亲去世辞官归乡，哀恸而卒。

## 家族
曾祖蔣集良。祖父蔣正馥，驛丞。父蔣世滋。前母左氏，母李氏。具慶下。弟蔣樾、蔣栻。